# Шоу, Ракиб
Ракиб Шоу (англ. Raqib Shaw; 1974, Калькутта, Индия) — современный индийский художник, живописец.

## Образование
- 2001—2002 MA Fine Art, Central Saint Martins College of Art and Design, Лондон
- 1998—2001 BA (Hons) Fine Art, Central Saint Martins College of Art and Design, Лондон

## Биография
Ракиб Шоу родился в Калькутте, но большую часть времени в Индии провел в Кашмире. В 1998 он переехал в Лондон, где получил степень бакалавра и магистра в Central St Martins School of Art. После окончания колледжа, Шоу участвовал во многих выставках — «Without Boundary» в Музее современного искусства в Нью-Йорке, «Around the world in Eighty Days», ICA Лондон, 6-я Биеннале в Кванджу (Южная Корея), «Art Now», Tate Britain в 2006 и других.

## Творчество
Богатая декоративная живопись Ракиба Шоу представляет фантастический мир, полный сложных деталей, богатых цветов и драгоценных поверхностей, маскирующих насилие и сексуальный характер образов. Вдохновившись триптихом Босха Сад земных наслаждений, Шоу создал серию с таким же названием, где изображает общество без каких-либо моральных ограничений. Населенные гибридными существами, картины полны сцен эротического гедонизма. Уникальная техника Шоу включает такие материалы, как эмаль и металлические промышленные краски, а также тщательную проработку многочисленных деталей. Источниками вдохновения для Шоу служит японское традиционное искусство, кашмирские шали, средневековая геральдика и персидские миниатюры, ковры и ювелирные украшения.

## Персональные выставки
- 2009 White Cube, Лондон
- 2009 Karlsplatz Project Space, Kunsthalle Wien, Вена
- 2008 Raqib Shaw, Metropolitan Museum of Art, Нью-Йорк
- 2006 Raqib Shaw: Garden of Earthly Delights, Museum of Contemporary Art, Майами
- 2006 Art Now: Raqib Shaw, Tate Britain, Лондон
- 2005 Raqib Shaw: Garden of Earthly Delights, Deitch Projects, Нью-Йорк
- 2004 Raqib Shaw: Garden of Earthly Delights, Victoria Miro Gallery, Лондон